# Olasz felvágott
Az olasz felvágott fantázianevű húskészítmény hagyományos, sertéshúsból készülő magyar felvágott. Jellegzetes íze és illata van, melyet a benne található szerecsendiónak köszönhet. Ízében jelentős szerepet kap a bors is. A felvágott 60%-a sertéshús, de található benne burgonyakeményítő, só és fehérje is.

## A termék leírása
Az egyszerű felvágottak csoportjába tartozik. Legalább 65 mm átmérőjű, természetes vagy műbélbe töltött készítmény, amelyet sertés- és/vagy marhahúspép kötőanyagba ágyazott, egyenletesen eloszlatott, 3-5 mm szemcseméretűre aprított sertéshús és/vagy marhahús és gyártási szalonna alapanyag mozaikok jellemeznek. Főzéssel hőkezelt, füstölt vagy füstöletlen, jól szeletelhető készítmény. Ízének jellegét a bors, a fokhagyma, a szerecsendió és a paprika adja.
Kalóriatartalma 343–363 kcal/100 g.

## Kémiai összetétele
- Fehérjetartalom legalább 13,0% (m/m)
- Izomfehérje-tartalom az összes fehérjetartalom legalább 60%-a
- Víztartalom legfeljebb 63,0% (m/m)
- Zsírtartalom legfeljebb 33,0% (m/m)
- Nátrium-klorid-tartalom legfeljebb 2,5% (m/m)

## Előállítása
Az alapanyagok tételenkénti kimérése után a hús feléből nitrites sókeverék és jégpehely hozzáadásával pépet készítenek, majd kutterben a hús másik felét aprítják, hozzáadják az összetevőket és a fűszereket. Előírt vastagságú bélbe töltik, amelyekből rudakat készítenek. A hőkezelés során 65°C-on leszárítják, 75°C-on 120 percig főzik, 72°C-os maghőmérsékleten való 20 perces tartással. Ezt követően evaporatív alagútban lehűtik.